# أربعة أيام من دونكيرك 2015
أربعة أيام من دونكيرك 2015 (بالإنجليزية: 2015 Four Days of Dunkirk)‏ هو سباق دراجات هوائية، وهو الموسم رقم 61 من نفس السباق، وأقيم خلال الفترة 6 مايو 2015، وحتى 10 مايو 2015، وامتدّ لمسافة 883.8 كيلومتر، وهو أحد سباقات طواف أوروبا للدراجات 2015، وهو من نوع منافسة رياضية، وقد شارك في السباق 124 متسابقاً ووصل إلى نهايته 100 متسابقاً.
فاز فيه بالمركز الأول إجناتاس كونوفالوفاس، وبالمركز الثاني بريان كوكار، وبالمركز الثالث Alo Jakin ‏، والفريق الفائز في ترتيب الفرق Bretagne-Séché Environnement 2015.

## الفرق
| فرق عالمية (2)- AG2R La Mondiale - FDJ فرق قارية محترفة (10)- Bora-Argon 18 - Bretagne-Séché Environnement - كاجا رورال-سيغوروس 2015 ‏ - Cofidis, Solutions Crédits - Colombia (cycling team) ‏ - Cult Energy Pro Cycling ‏ - Europcar - رومبوت تشارلز ‏ - سبورت فلاندرين بالويس 2015 ‏ - Wanty-Groupe Gobert فرق قارية (4)- أرمي دي تير 2015 ‏ - إتش بي بي تي بي – أوبير 93 ‏ - ديلكو ‏ - Van Rysel–Roubaix ‏ |  |
| |  |

## المراحل
| قائمة المراحل | قائمة المراحل | قائمة المراحل                 | قائمة المراحل | قائمة المراحل | قائمة المراحل    | قائمة المراحل       |
| المرحلة       | التاريخ       | الدورة                        |               | المسافة (كم)  | الفائز بالمرحلة  | القائد العام        |
| ------------- | ------------- | ----------------------------- | ------------- | ------------- | ---------------- | ------------------- |
| 1             | 6 مايو        | دونكيرك – Orchies ‏            | مرحلة مستوية  | 178.7         | بريان كوكار      | بريان كوكار         |
| 2             | 7 مايو        | Fontaine-au-Pire ‏ – موبيج     | مرحلة مستوية  | 178.7         | Jonas Ahlstrand ‏ | بريان كوكار         |
| 3             | 8 مايو        | بارلين – سان أومير            | مرحلة مستوية  | 176.7         | ألكسيس غوجيراد   | بريان كوكار         |
| 4             | 9 مايو        | ليستريم – كاسيل (فرنسا)       | مرحلة جبلية   | 178.7         | عمر فريل         | إجناتاس كونوفالوفاس |
| 5             | 10 مايو       | Cappelle-la-Grande ‏ – دونكيرك | مرحلة مستوية  | 171           | إدوارد ثيونس     | إجناتاس كونوفالوفاس |

## التصنيف العام النهائي
| التصنيف العام | التصنيف العام       | التصنيف العام | التصنيف العام                | التصنيف العام |        |
| الدراج        | الدراج              | البلد         | الفريق                       | الوقت         | السرعة |
| ------------- | ------------------- | ------------- | ---------------------------- | ------------- | ------ |
| 1.            | إجناتاس كونوفالوفاس | ليتوانيا      | Marseille 13 KTM             |               |        |
| 2.            | بريان كوكار         | فرنسا         | Europcar                     |               |        |
| 3.            | Alo Jakin ‏          | إستونيا       | Auber 93                     |               |        |
| 4.            | فريدريك باكارت      | بلجيكا        | Wanty-Groupe Gobert          |               |        |
| 5.            | داميان جودين        | فرنسا         | أيه إل أم                    |               |        |
| 6.            | مادس بيدرسن         | الدنمارك      | Cult Energy                  |               |        |
| 7.            | إدوارد ثيونس        | بلجيكا        | Topsport Vlaanderen-Baloise  |               |        |
| 8.            | فلوريان فاشون       | فرنسا         | Bretagne-Séché Environnement |               |        |
| 9.            | برايس فيلو          | فرنسا         | Bretagne-Séché Environnement |               |        |
| 10.           | انطوان دوتشيسن      | كندا          | Europcar                     |               |        |

## وصلات خارجية
- الموقع الرسمي